# 塞巴斯蒂安·弗兰克
塞巴斯蒂安·弗兰克（德語：Sebastian Franke，1963年4月12日—），德国男子赛艇运动员。他曾代表西德参加世界赛艇锦标赛，获得一枚金牌和二枚铜牌，均来自轻量级项目。